# Aitor Fernández López
Aitor Fernández López (ur. 23 sierpnia 1986 w Valdepares) – hiszpański piłkarz, grający na pozycji obrońcy.

## Kariera piłkarska

### Kariera klubowa
Wychowanek Racing Santander, w barwach drużyny B której w 2005 rozpoczął karierę piłkarską. Na początku 2008 został wypożyczony do SD Ponferradina, a latem został wykupiony przez klub. W 2009 roku przeszedł do hiszpańskiego klubu RCD Espanyol, ale grał tam tylko w drużynie B klubu. Latem 2009 został piłkarzem Pontevedra CF. Potem bronił barw klubów CD Lugo, CD Guadalajara, Hércules CF i CD Mirandés. W sezonie 2015/16 grał w indyjskim Mumbai City FC. 8 września 2016 zasilił skład ukraińskiej Zirki Kropywnycki. 26 stycznia 2017 za obopółną zgodą kontrakt został anulowany.